# John Ford
John Ford (1. února 1894 – 31. srpna 1973) byl americký režisér s irskými předky. Jako filmový režisér natočil během své padesátileté kariéry více než stočtyřicet filmů od dob němé éry až po konec 60. let (ačkoliv většina jeho němých filmů byla ztracena). Společně s Ingmarem Bergmanem a Orsonem Wellesem bývá nazýván jako nejlepší režisér všech dob. Proslul svými westerny, ačkoli ani jeden ze čtyř filmů, za nějž získal Oscara za nejlepší režii – The Informer (1935), The Grapes of Wrath (1940), How Green Was My Valley (1941), The Quiet Man (1952) – western nebyl. Je nositelem vůbec prvního ocenění Amerického filmového institutu za celoživotní dílo.

## Biografie
Narodil se v roce 1894 (občas se uvádí rok 1895 podle chybného nápisu na jeho pomníku) jako nejmladší z 11 dětí. Své rodné jméno Sean Aloysius O'Fearna změnil nejprve na Jacka, později na Johna Forda, a to poté, co jeho starší bratr Francis přijal jméno Ford (podle básníka Johna Forda).

## Filmová kariéra
Prostřednictvím staršího bratra Francise se roku 1914 dostal k filmu. V roce 1917 inscenoval svůj první film The Tornado. Ve stejném roce následovalo osm dalších, v nich většinou hraje hlavní roli westernová hvězda Harry Carey. Filmem Ocelový oř se roku 1924 prosadil. Historická fakta výstavby prvního železničního spojení mezi americkým východním a západním pobřežím Ford dalekosáhle ignoruje a vypráví zde milostný příběh, který předjímá mnoho prvků z jeho pozdějších westernů. To se týkalo především využití krajiny jako dramatického prvku. Ocelový oř se nenatáčel ve studiu, ale na původních místech. Western se stal jeho ústředním žánrem, který podstatně ovlivnil svými dalšími filmy jako Přepadení (1939), jezdeckou trilogii Fort Apache (1948); Měla žlutou stužku (1949), Rio Grande (1950), Stopaři (1956) a Podzim Čejenů (1964). Jeho filmy o Irsku patří k nejmelancholičtějším pracím tohoto režiséra irského původu. Denunciant (1935) o zrádci v irském boji za nezávislost nebo Tichý muž (1952), jeho jediný milostný film, zaujímá v díle tohoto režiséra zvláštní místo a patří k jeho nejkrásnějším filmům. V roce 1966 režíroval svůj poslední hraný film Sedm žen. Na festivalu v Benátkách byl v roce 1971 vyznamenán za celoživotní dílo (přes 120 filmů, z nich asi polovina byly westerny). Při této příležitosti byl uveden dokumentární film Petera Bogdanoviche Režíroval John Ford. Zemřel 31. srpna 1973 v Palm Desert v Kalifornii ve věku 79 let.

## Zajímavosti

### Hvězda

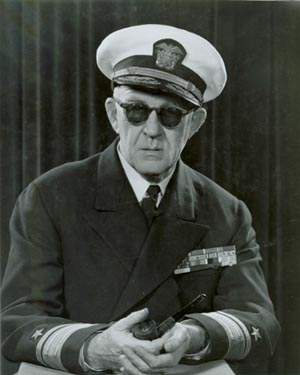
Ford v uniformě

Dne 26. května 1907 se narodil John Wayne ve Wintersetu ve státě Iowa. Westernová hvězda Tom Mix opatřil studentovi práci jevištního truhláře u filmu. Spřátelil se s režisérem Johnem Fordem a od roku 1926 dostával první filmové role. Wayne vystupoval ve více než 70 nízkorozpočtových filmech, když mu Ford v roce 1939 nabídl roli ve filmu Přepadení. Jako mrzoutský "Ringo Kid" se stal filmovou hvězdou. Politicky byl reakcionář, který v roce 1944 patřil mezi zakladatele Motion Pictures Alliance for the Preservation of American Ideals (Filmové sdružení pro ochranu amerických ideálů) a později se stal jejím předsedou. Jako režisér, producent a herec v hlavních rolí byl podepsán pod válečnými filmy The Alamo (1960) a The green Barrets (1967). Do hlavní role byl obsazen ve 142 filmech. Zemřel 11. června 1979.

### Bratr
Dne 14. srpna 1881 se narodil Francis Ford. Vedle činnosti herce a producenta realizoval jako režisér 78 němých filmových westernů. Mladšímu bratrovi opatřil místo rekvizitáře. Později vystupovali oba bratři jako herci společně v seriálech The broken Coin (1915) a The purple Mask (1916). V pozdějších letech patřil k pevnému štábu herců ve filmech svého bratra – byl obsazován převážně do rolí zálesáků a irských pijáků. Francis Ford umřel 5. září 1953.

## Rekord

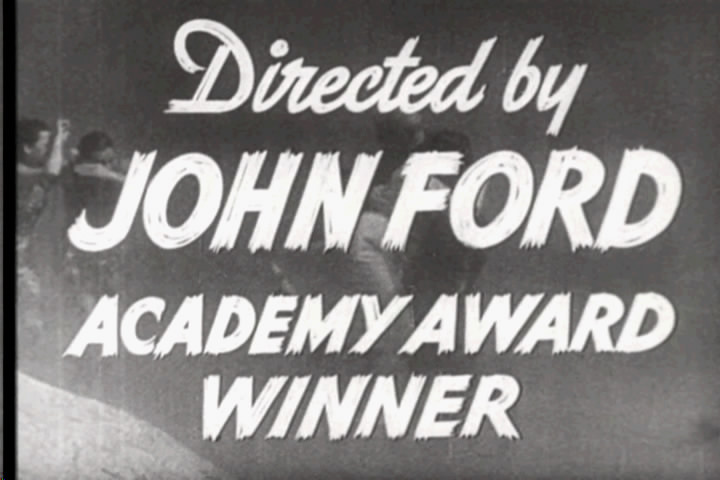
Screenshot z Fordova filmu The Hurricane

John Ford je jediným režisérem, který získal čtyři Oscary za režii (v letech 1935, 1940, 1941 a 1952), z toho však pouze jednou za vítězný film roku.

## Vybraná filmografie

### Režisér
- Podzim Čejenů (1964)
- Donovanův útes (1963)
- Jak byl dobyt Západ (1962)
- Muž, který zastřelil Liberty Valance (1962)
- Dva jeli spolu (1961) [3][4][5][6][7]
- Sergeant Rutledge (1960)
- Kavaleristé (1959)
- Pátrači / Stopaři (1956)
- Pan Roberts (1955)
- Mogambo (1953)
- Tichý muž (1952)
- Rio Grande (1950)
- Měla žlutou stužku (1949)
- Pinky (1949)
- 3 Godfathers (1948)
- Fort Apache (1948)
- Uprchlík (1947)
- Můj miláček Klementina (1946)
- Byli obětováni (1945)
- Bylo jednou zelené údolí (1941)
- Tobacco Road (1941)
- Hrozny hněvu (1940)
- The Long Voyage Home (1940)
- Bubny víří (1939)
- Přepadení (1939)
- Young Mr. Lincoln (1939)
- The Hurricane (1937)
- Marie Stuartovna / Marie, královna Skotska (1936)
- Zajatec ostrova žraloků (1936)
- Denunciant (1935)
- Ztracená patrola (1934)
- Ocelový oř (1924)

### Herec
- Zrození národa (1915)